# شو ديلونج
شو ديلونج هو سياسي صيني، ولد في 1952 في لانتشو في الصين، وتوفي في 21 سبتمبر 2018. نشط حزبياً في الحزب الشيوعي الصيني. وقد انتخب عضو مجلس الشعب الصيني ‏ خلال فترته النيابية ‏.